# دانييل دوكتوروف
دانييل لويس دوكتوروف (بالإنجليزية: Daniel L. Doctoroff)‏ رجل أعمال أمريكي وعمدة سابق  ورئيس تنفيذي لشركة سايدووك لاب شركة ناشئة مهتمة بالتطوير التقني عمل سابقاً كمدير تنفيذي لبلومبيرغ إل بي في الفترة ما بين 2008 و2014 ثم شغل منصب نائب لمايكل بلومبيرغ عندما كان عمدة مدينة نيويورك قاد رهان مدينة نيويورك لتنظيم للألعاب الأولمبية الصيفية سنة 2008 و2012  وقد عمل أيضا على تسيير شركة أوك هيل كابيتال لاستثمار الأسهم الخاصة.

## حياته الخاصة
ولد دانييل في نيوآرك، نيوجيرسي. أبوه مارتن مايلز دوكتوروف (1932-2002) عميل سابق لدى مكتب التحقيقات الفدرالي   كان قد قدم استقالته عندما كان دانييل بعمر العامين ليصبح قاضيا في محكمة إستئناف ميشيغان.

أمه ألين ميلر (1935-1999)  دكتورة نفسانية حيث نشأ دانييل في برمنغهام وهو الابن البكر بين أربعة أبناء.